# فريا ريدنغز
فريا ريدنغز هي مغنية وكاتبة أغاني إنجليزية ولدت في 19 أبريل 1994.

## روابط خارجية
فريا ريدنغز على موقع IMDb (الإنجليزية)
- فريا ريدنغز على موقع ميوزك برينز (الإنجليزية)
- فريا ريدنغز على موقع أول ميوزيك (الإنجليزية)
- فريا ريدنغز على موقع ديسكوغز (الإنجليزية)
- فريا ريدنغز على موقع قاعدة بيانات الفيلم (الإنجليزية)